# Automobili Lamborghini
Per l'empresa automobilística, vegeu Lamborghini.
Automobili Lamborghini és un videojoc de curses de 1997, creat i publicat per Titus Software per a la Nintendo 64. Similar a la saga de videojocs Need for Speed. És un successor de Lamborghini American Challenge. Llançat al Japó com a 自動車ランボルギーニ　パースピードレース64 (Automobili Lamborghini: Super Speed Race 64).
Hi ha 4 modes de joc: Championship, Single Race, Arcade i Time Trial. En una cursa, si els cotxes dels jugadors no tenen gasolina o els pneumàtics estan gastats, han d'anar a boxes i arreglar-ho. Automobili Lamborghini està caracteritzat amb nou cotxes anomenats supercars. Aquests cotxes són en realitat el Porsche 959, Ferrari F50, Ferrari Testarossa, Dodge Viper, the McLaren F1 i el Bugatti EB110,que es poden aconseguir superant els campionats. Hi ha dos cotxes per defecte o principals, el Lamborghini Countach i el Lamborghini Diablo.

Automobili Lamborghini és també un títol interessant, ja que hi ha la possibilitat del mode multijugador. En el Mario Kart 64 hi poden haver 4 jugadors jugant alhora en una pista, perquè aquest videojoc també té aquesta opció.